# Stanisław Ligęza z Gorzyc
Stanisław Ligęza z Gorzyc i Przecławia herbu Półkozic (? – zm. 9 marca 1462) – rycerz pasowany, kasztelan żarnowski i małogoski,

## Rodzina
Był najmłodszym synem wojewody i starosty łęczyckiego oraz wielkorządcy krakowskiego Jana Ligęzy herbu Półkozic i zapewne Małgorzaty. Miał kilkoro rodzeństwa. Jego ojciec Jan Ligęza (zm. 1419) w bitwie pod Grunwaldem dowodził 32 chorągwią, uczestniczył w unii horodelskiej. Wzniósł zamek w Bobrku, nad Przemszą nieopodal jej ujścia do Wisły.

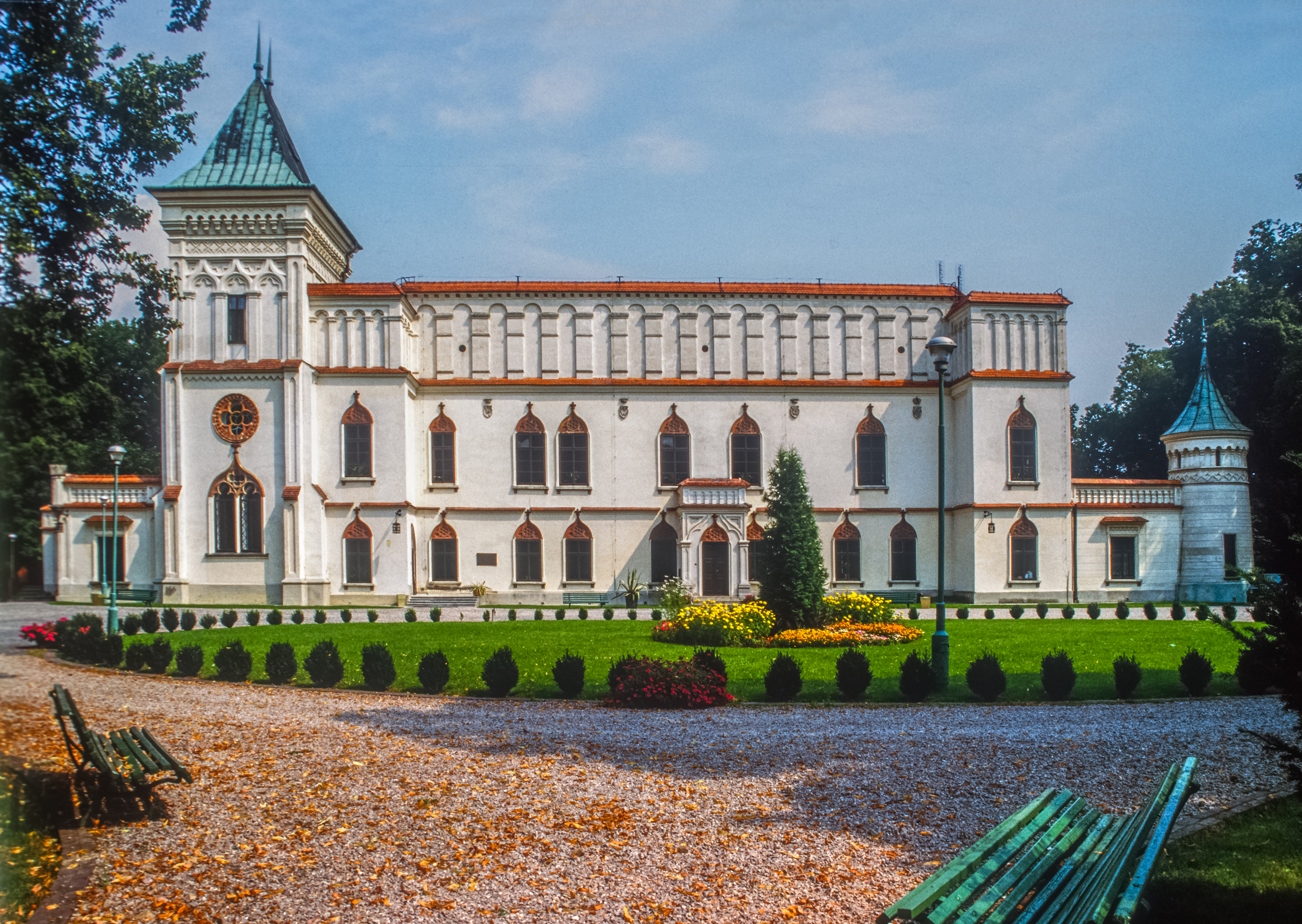
Pałac w Przecławiu zbudowany w stylu angielskiego neogotyku w połowie XIX w. dla Mieczysława Reya, w prostej linii potomka sławnego poety i pisarza Mikołaja. Pałac stoi na miejscu drewnianego dworu będącego w rękach Ligęzów do roku 1578

## Kariera
- 1408 – wraz z braćmi porządkuje sprawy majątkowe, do czasu podziału majątku pisze się, jak bracia, z Niewiarowa,
- 1410 – ożenił się z Pachną, zapewne córką wojskiego krakowskiego Jakusza Łońszcze z Kowali herbu Sulima,
- 1419 – od marca tego roku zaczyna występować jako Stanisław z Gorzyc; jest człowiekiem zamożnym, obejmuje klucze: gorzkowski, gorzycki, przecławski, utrzymuje odziedziczone dobra i je powiększa,
- 1421 – wraz z Katarzyną, wdową po bracie Mikołaju spłacił posag swej siostrze Helenie, odzyskał wieś Chrościna, którą zastawił jego ojciec,
- 1422 – zakończył rozpoczętą przez ojca lokację wsi Dąbrowa,
- 1425 – 1435 – sprawuje nadzór nad majątkiem brata Mikołaja z Niewiarowa (zm. 1419) oraz opiekuje się jego dziećmi: Janem, Mikołajem i Małgorzatą,
- 1428 – 1449 – przejął z rąk Rzeszowskich duży kompleks leśny zwany Turza, zakupił dom w Krakowie, w pobliżu domu Kmitów i klasztoru św. Andrzeja,
- 8 lutego 1438 – pierwszy raz wymieniony jako kasztelan żarnowski, był uczestnikiem konfederacji Zbigniewa Oleśnickiego w 1438 roku[5].
- 13 maja 1439 – zostaje kasztelanem małogoskim,
- 1440 – odzyskał prawem bliższości od Helwiga z Bieździedzy wieś Sławkowice, którą następnie sprzedał rajcy krakowskiemu Piotrowi Hersbergowi,
- 1451 – jest jednym z asesorów podczas wiecu krakowskiego,
- 1454 – 1456 – na prośbę Stanisława Ligęzy z Gorzyc[6] biskupi krakowscy Zbigniew Oleśnicki i Tomasz Strzępiński reorganizują parafię w Przecławiu i erygują mansjonarię. Odtąd miejsce dwóch plebanów zajęło sześciu duchownych. Jeden z nich nauczał w parafialnej szkole[7],
- zmarł 9 marca 1462[8]

Cały jego majątek liczący ok. 25 wsi odziedziczył jego syn Stanisław, który dziedzictwo to jeszcze powiększył, także w II poł. XV w. majątek Ligęzów należał do największych w Koronie.